# 李家山古墓群
李家山古墓群，位于中华人民共和国云南省玉溪市江川区江城镇温泉村（星云湖西北角），为1992年度“全国十大考古新发现”。2001年6月25日，由中华人民共和国国务院公布其为第五批全国重点文物保护单位。

## 特点
1966年发现。1972年1月至5月，进行了60天的发掘，发掘墓葬27座，认定为春秋战国时期古墓，并发现出土随葬品牛虎铜案等1300多件。其中牛虎铜案出土于24号墓（最大墓坑），为战国时期器物，是云南青铜文化的代表作，现藏于云南省博物馆，为镇馆之宝。墓穴均为竖穴土坑墓，大墓有木质棺椁，可辨葬式为仰身直肢葬，多为单人葬，也有二人合葬。随葬品以铜器和铜铁合制器较为丰富，有兵器、仪仗器、工具、生活用具、乐器、贮贝器、装饰品、马饰等。另有大量金银器、玉器、玛瑙、水晶、海贝、陶器、漆器等。男性多随葬工具、兵器和扣饰，女性多随葬铜钏。
1985年5月，江川县人民政府公布为县级重点文物保护单位。1991年，对墓葬进行第二次大规模考古发掘，清理墓葬58座，出土随葬品2066件，之后评为1992年“全国十大考古新发现”。1993年，云南省人民政府将其列为省级文物保护单位，并于同年11月修建李家山青铜器博物馆。2001年，中华人民共和国国务院公布其为第五批全国重点文物保护单位。

## 藏品

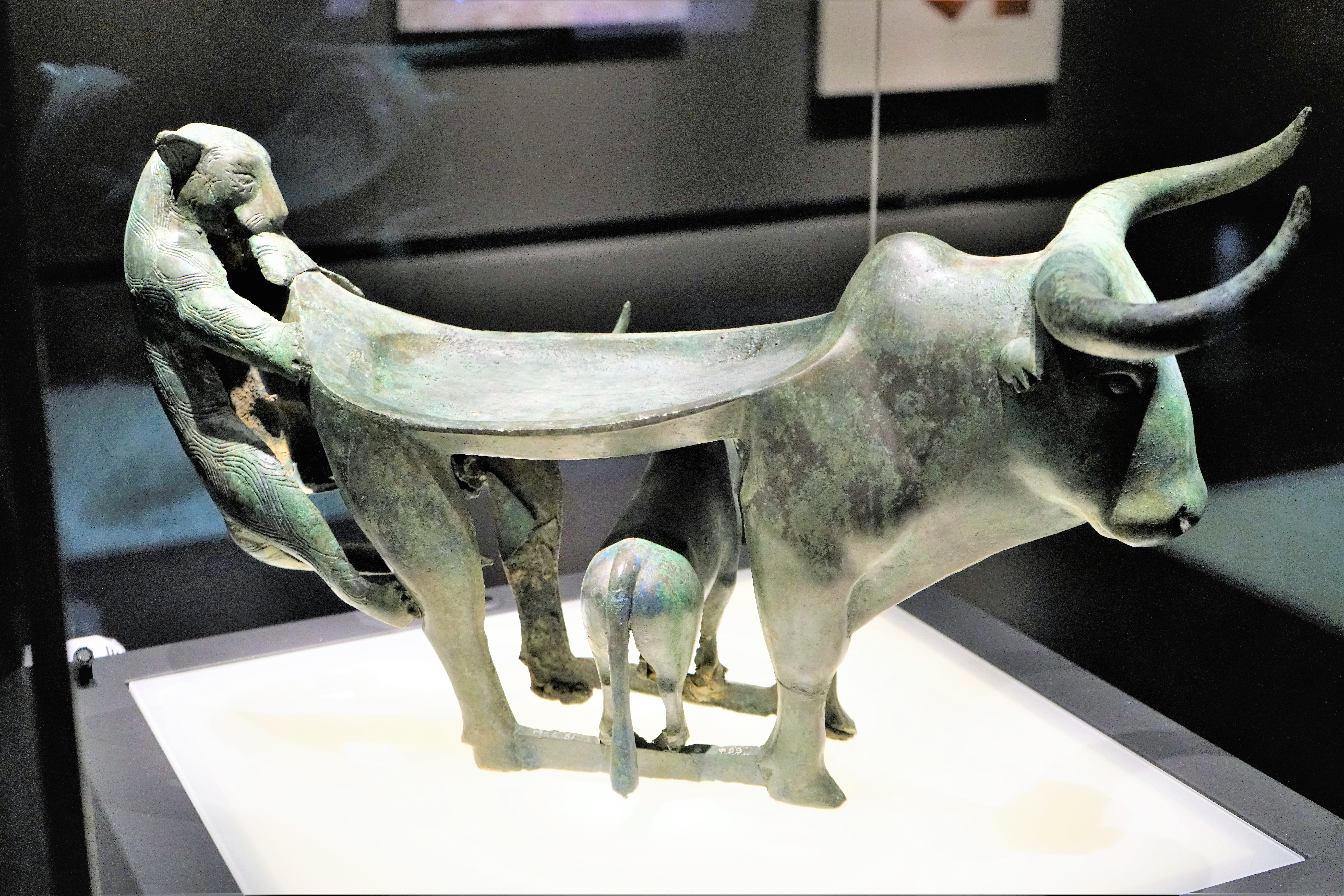
牛虎铜案（出土自24号墓）
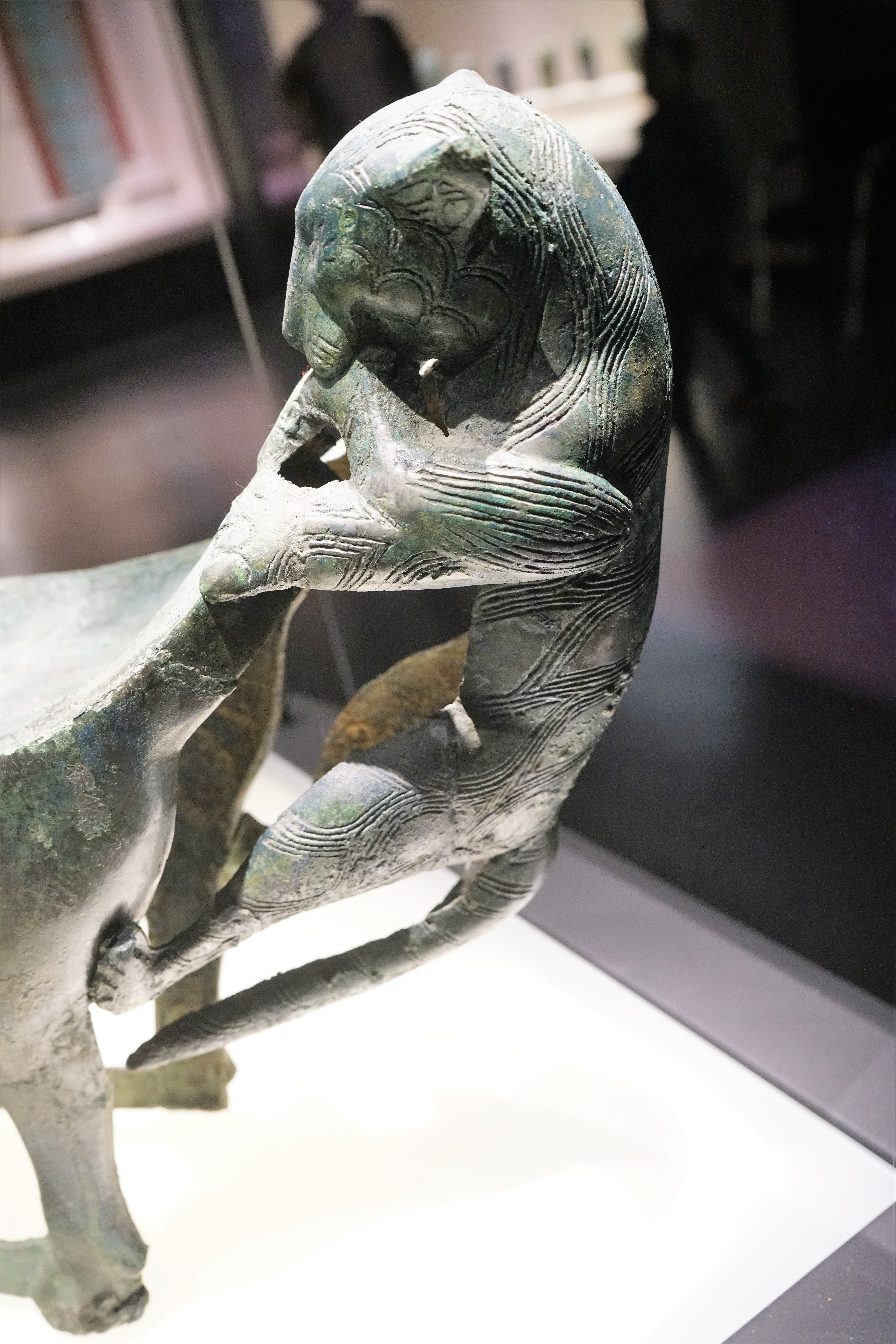
牛虎铜案的老虎特写
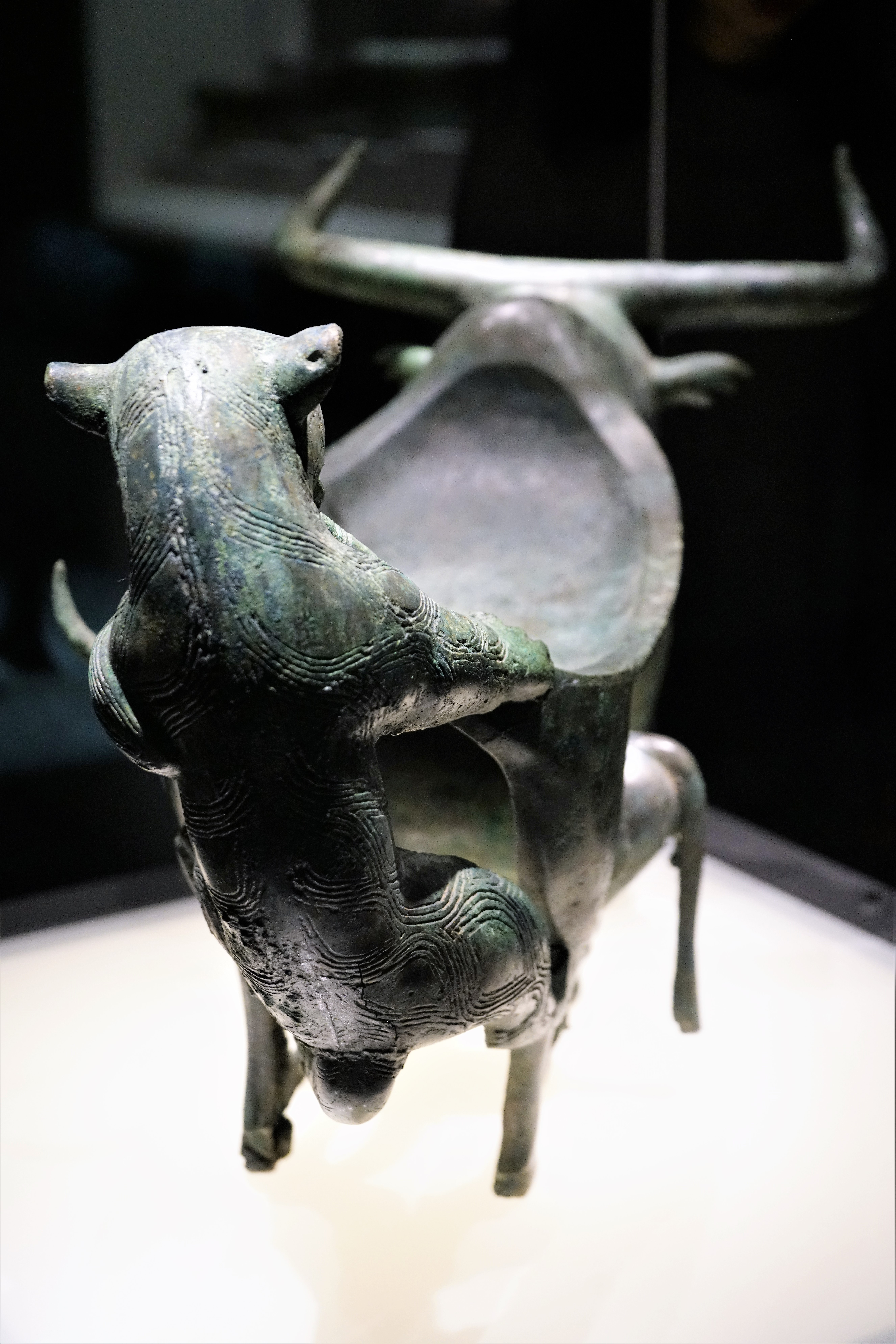
牛虎铜案
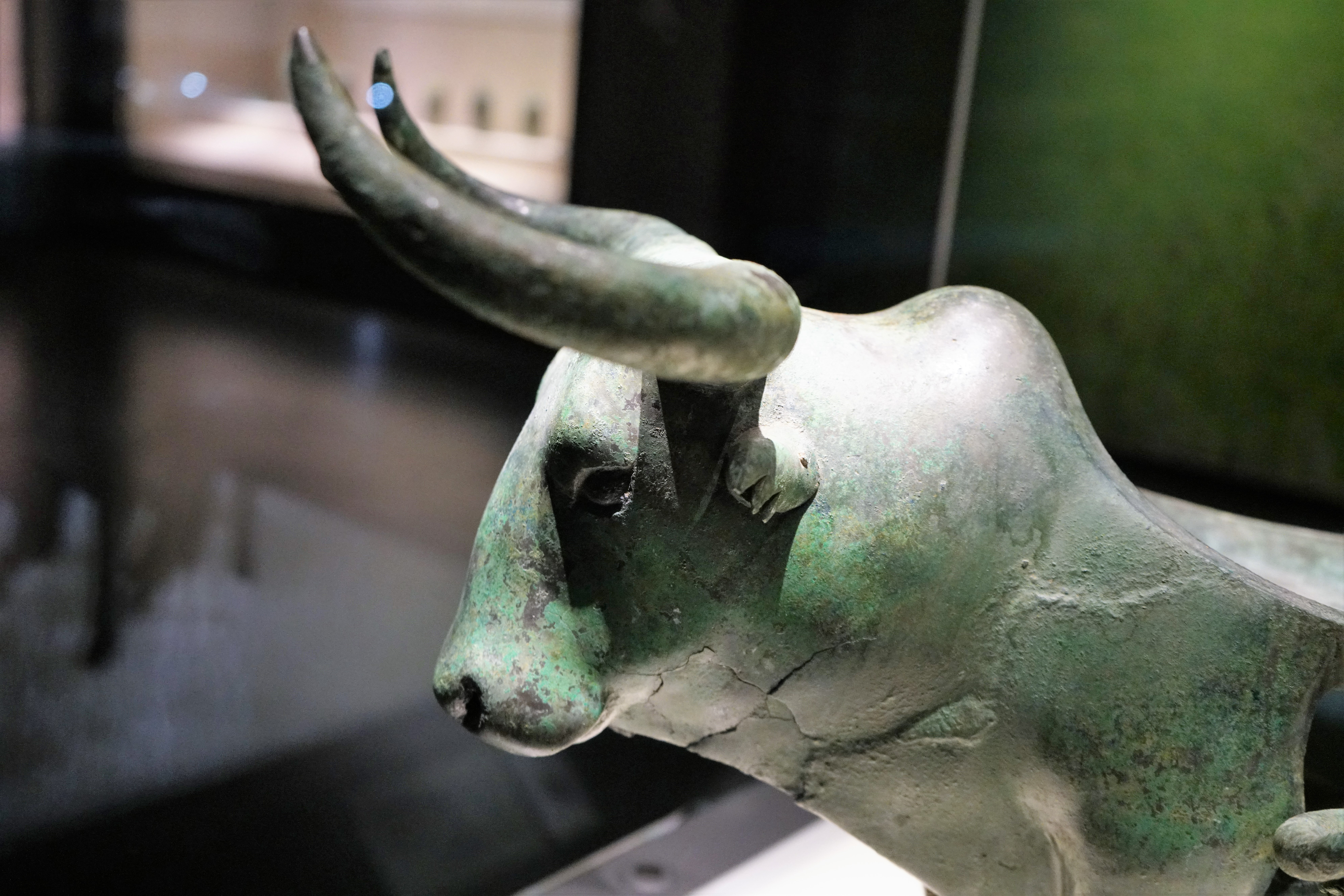
牛虎铜案的牛头
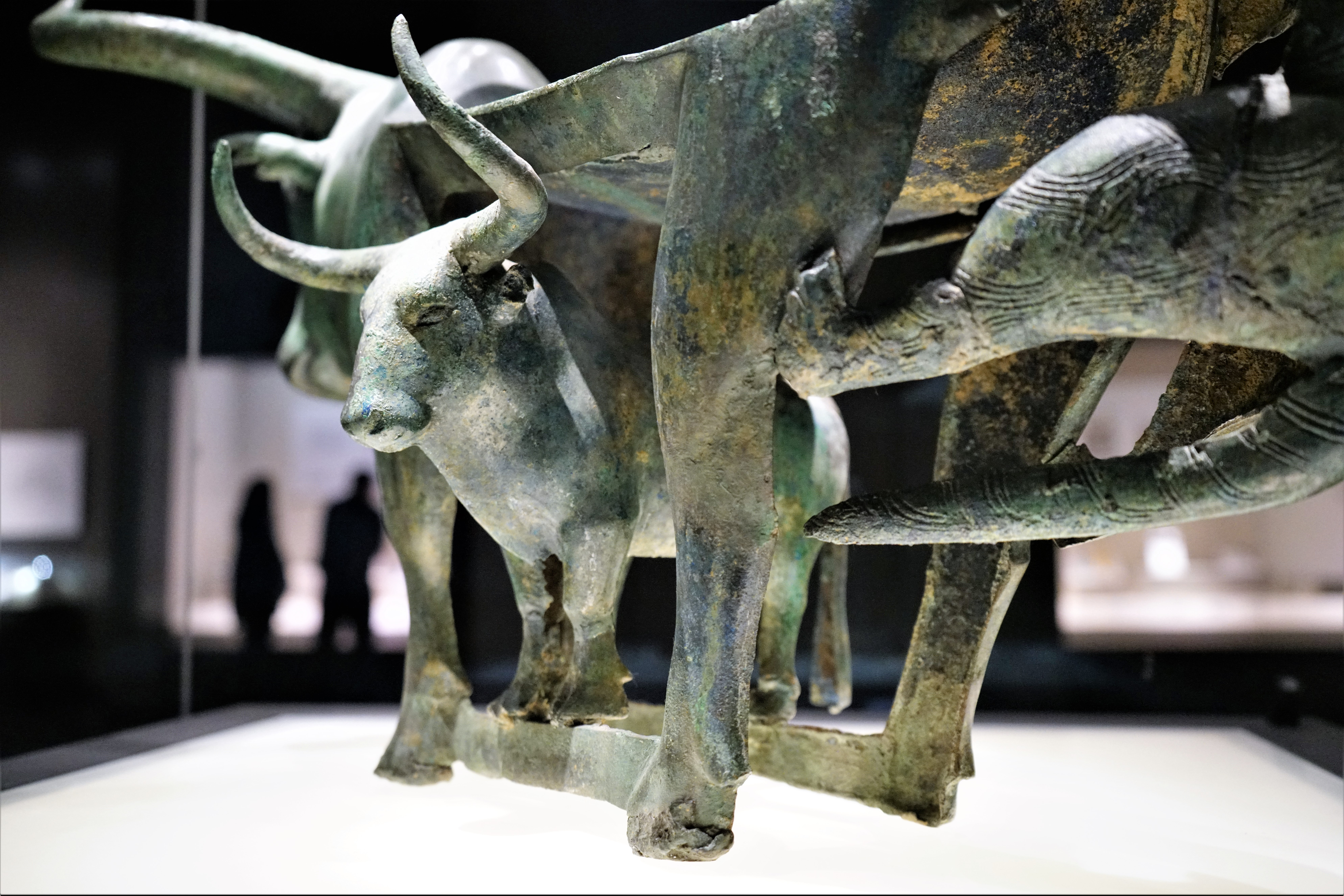
牛虎铜案底侧的小牛
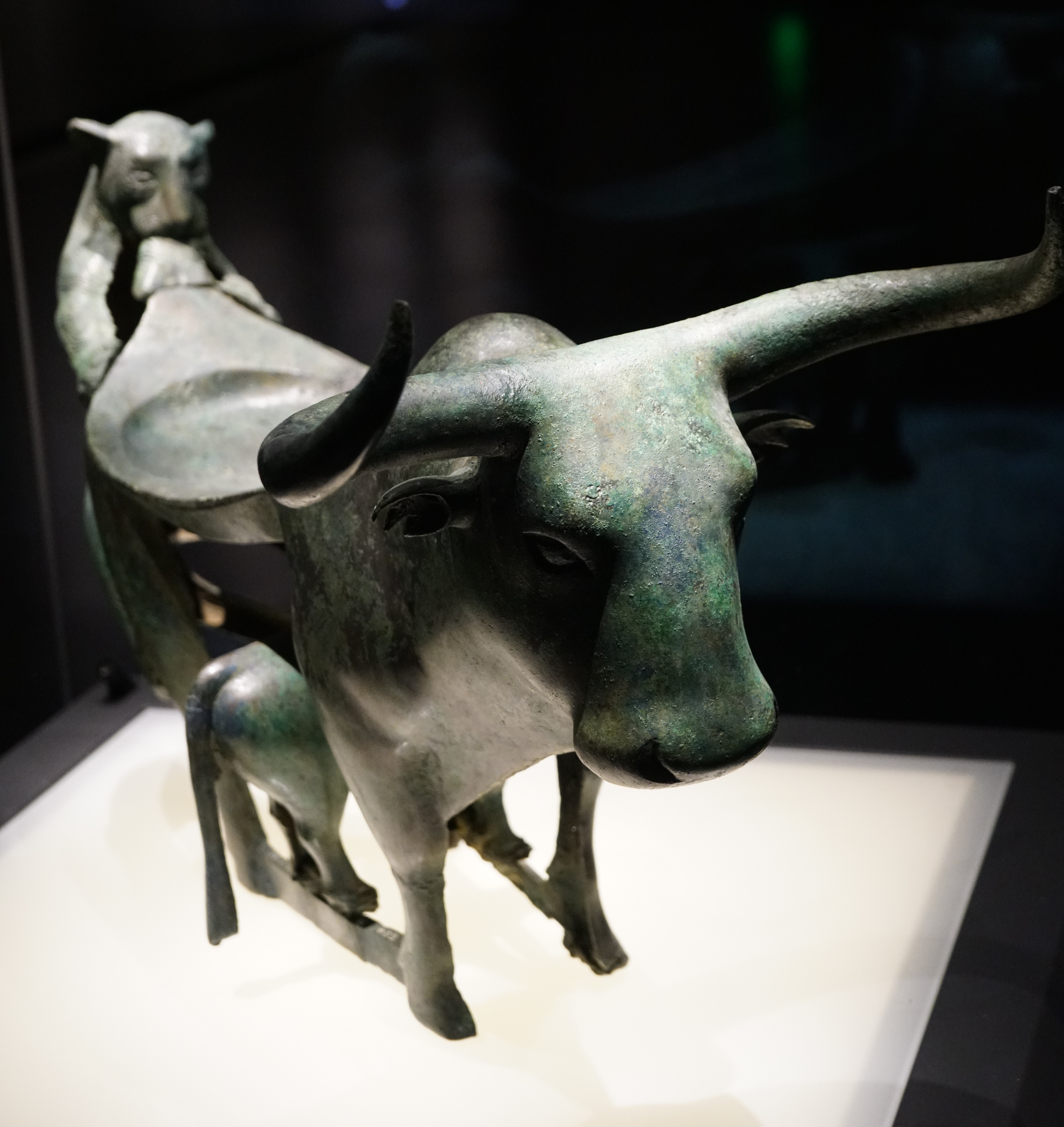
牛虎铜案
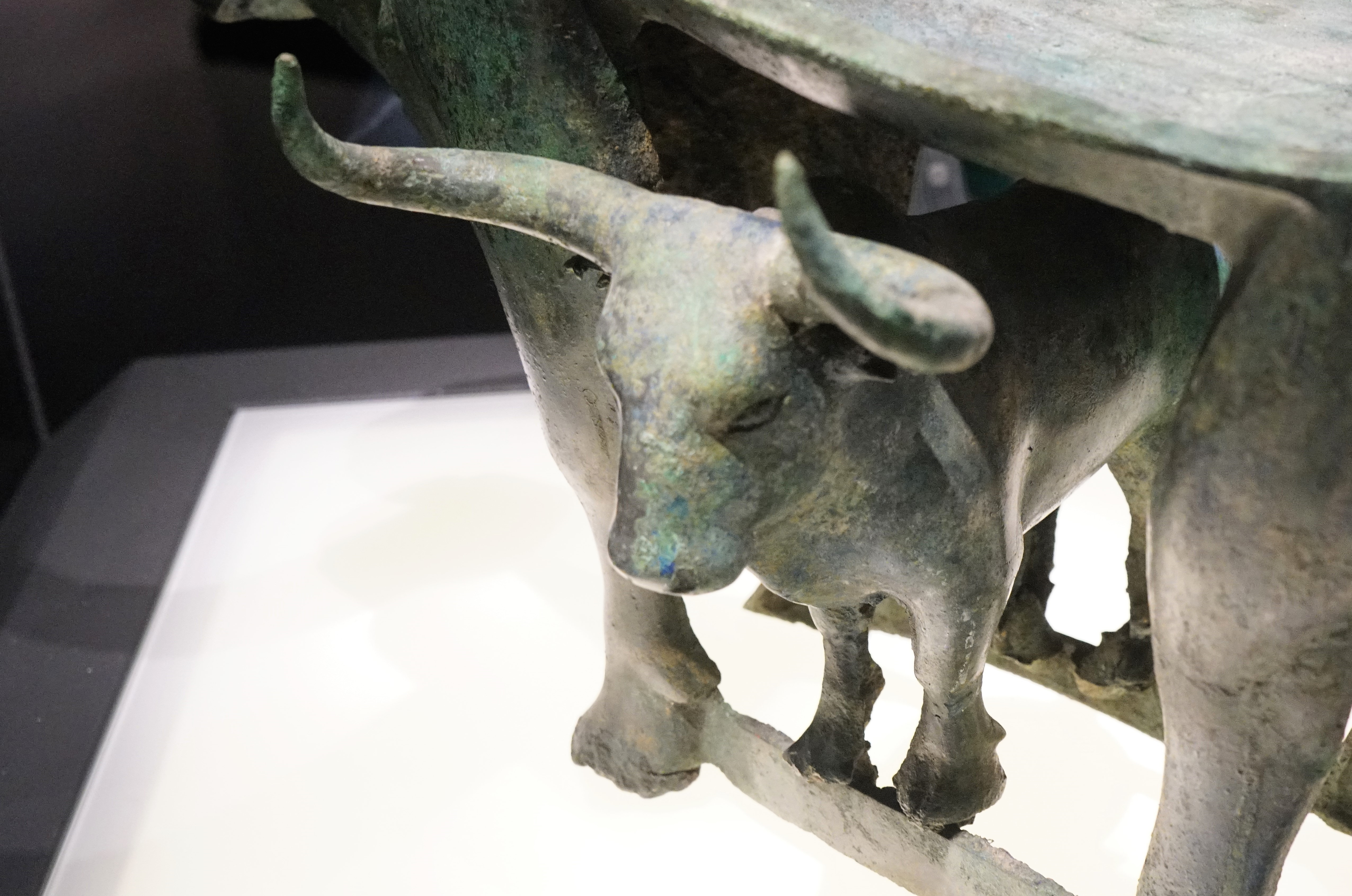
牛虎铜案的底侧小牛
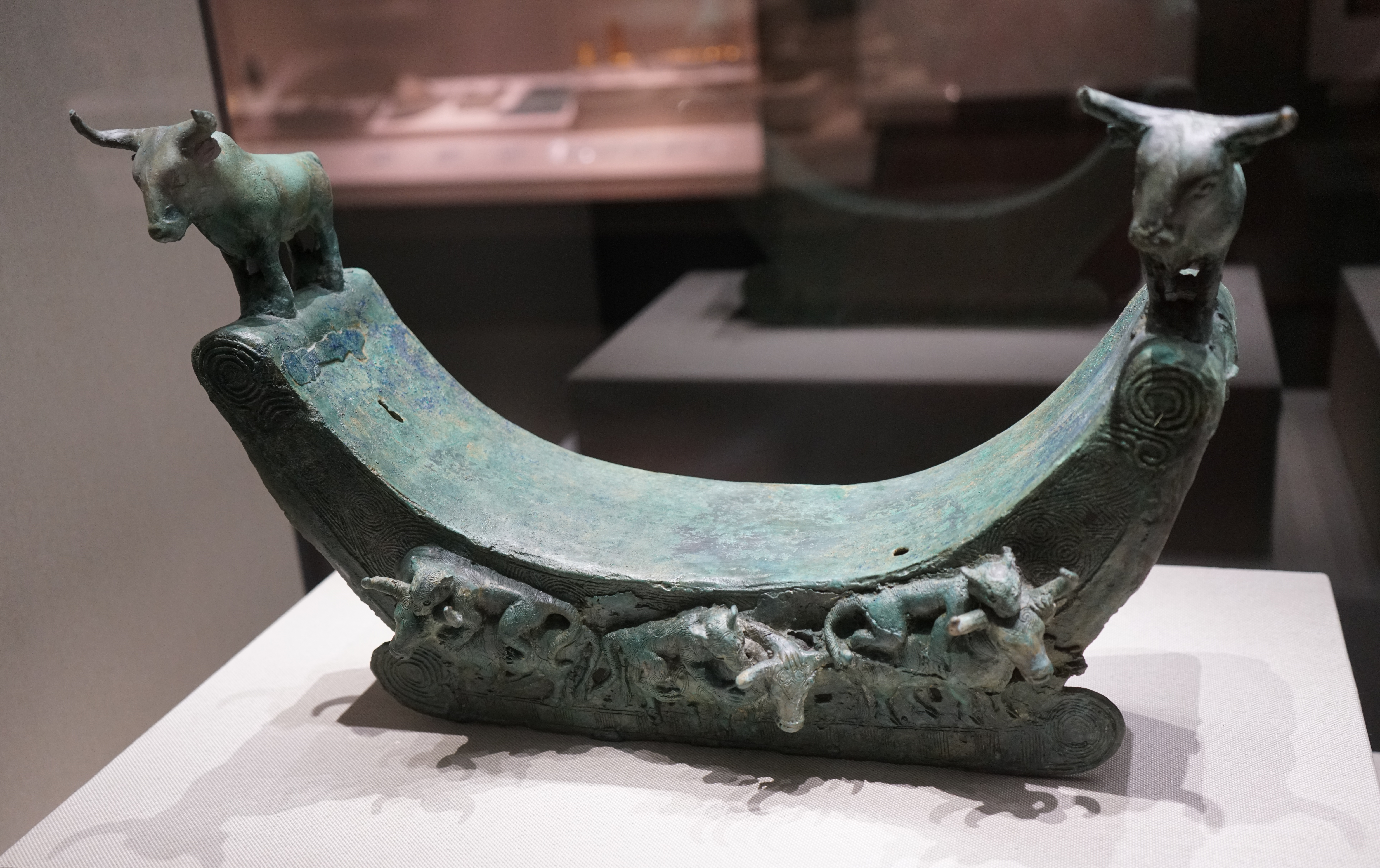
猛虎袭牛铜枕（出土自17号墓）
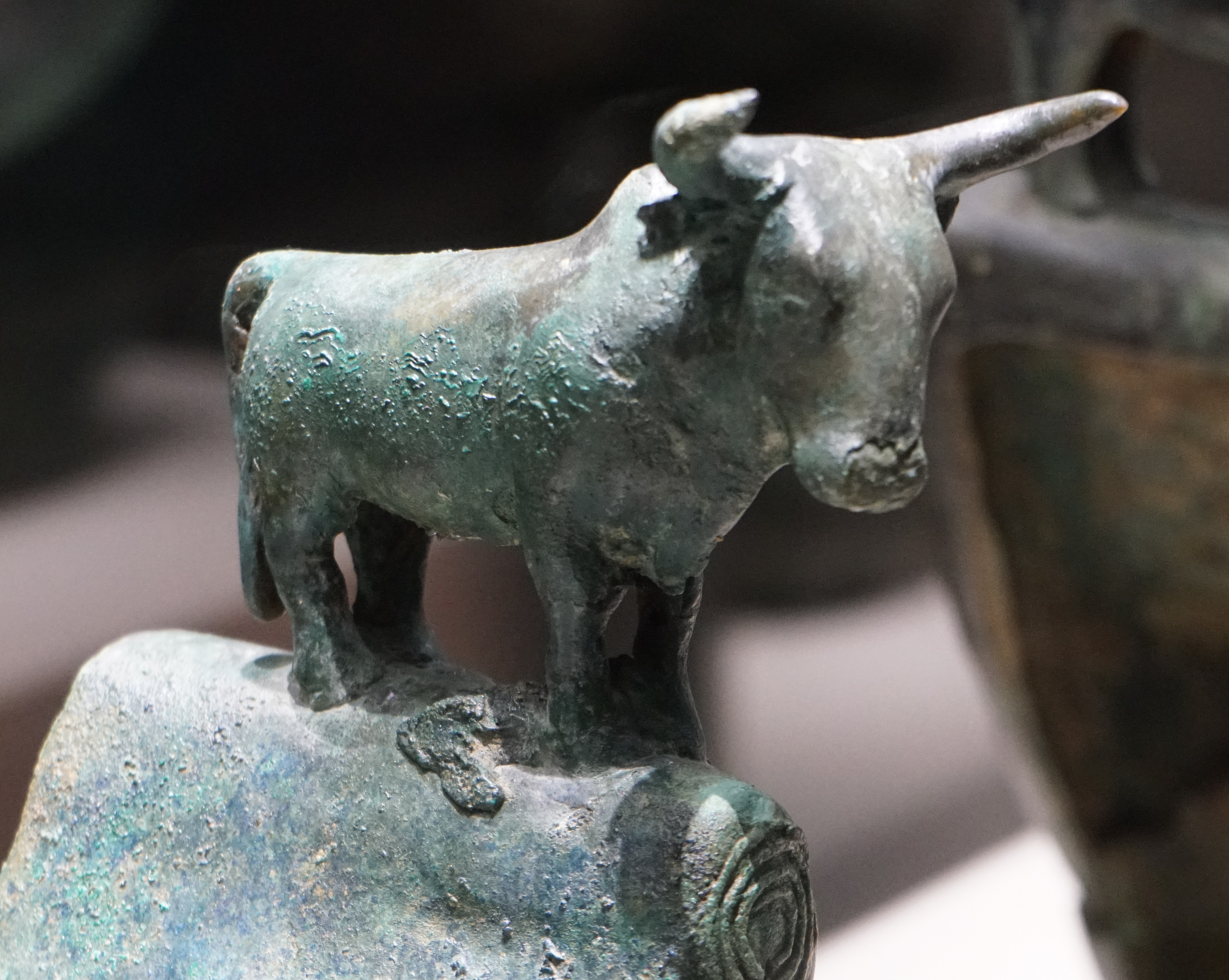
猛虎袭牛铜枕 牛部分
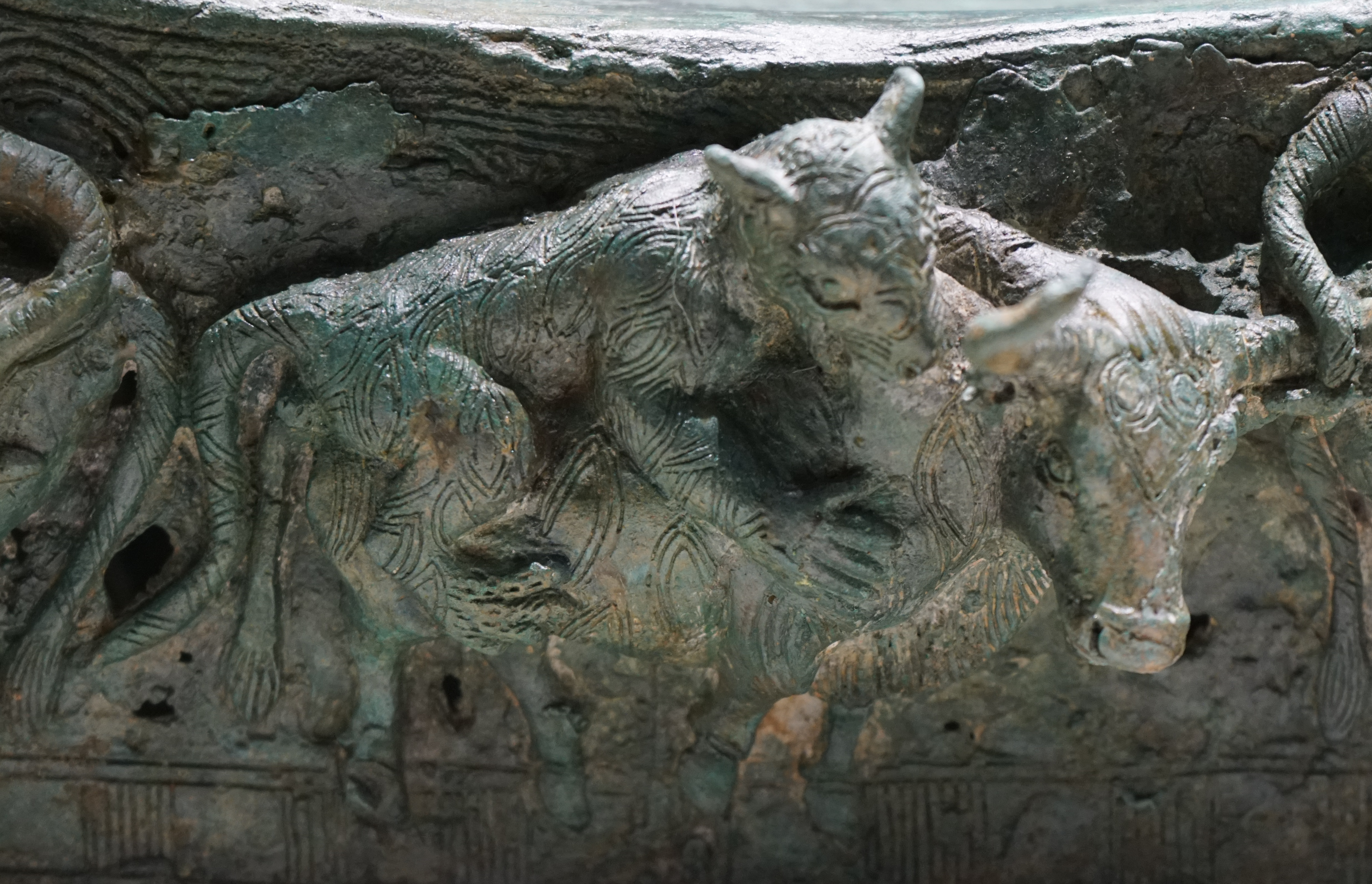
猛虎袭牛铜枕
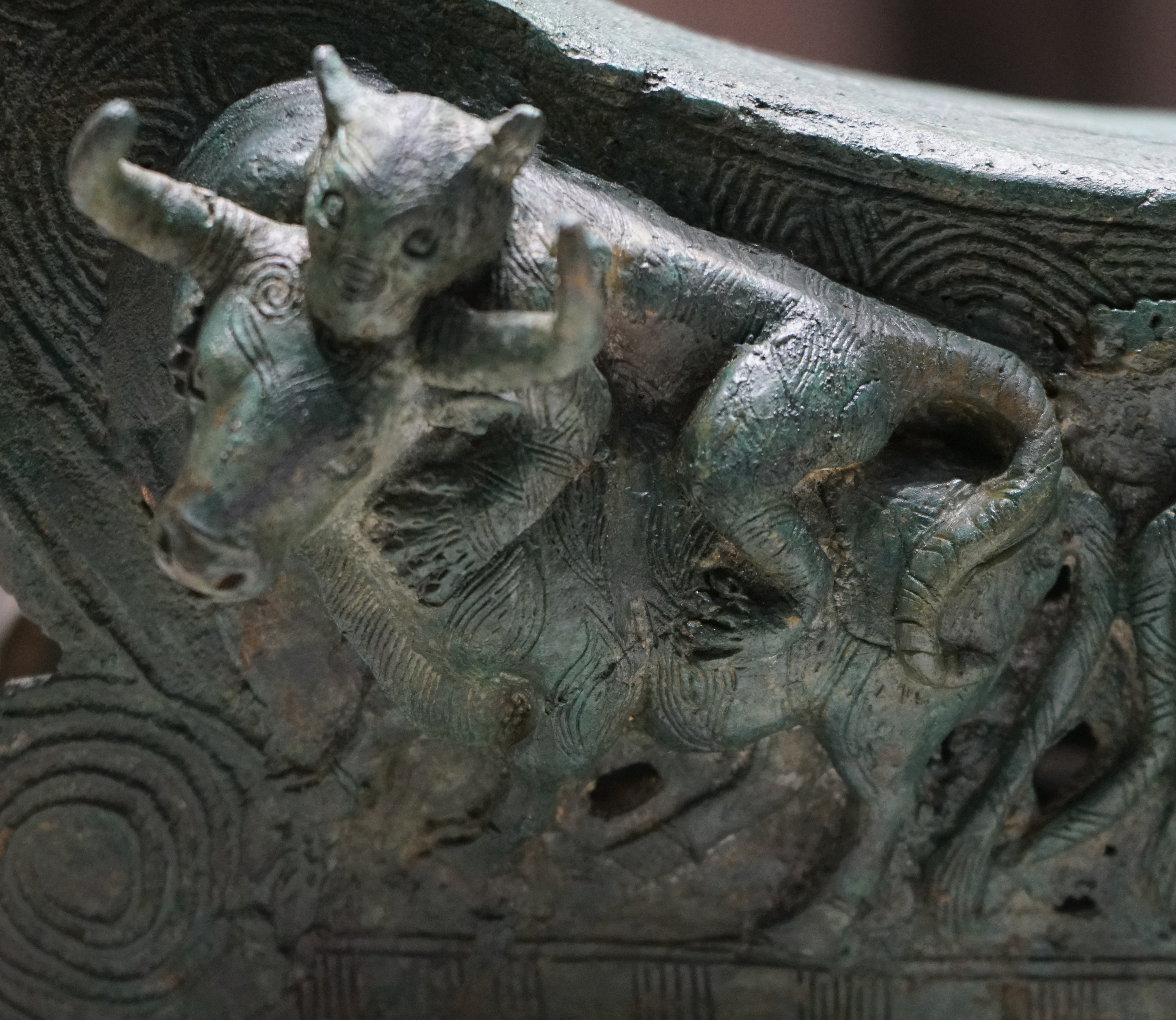
猛虎袭牛铜枕
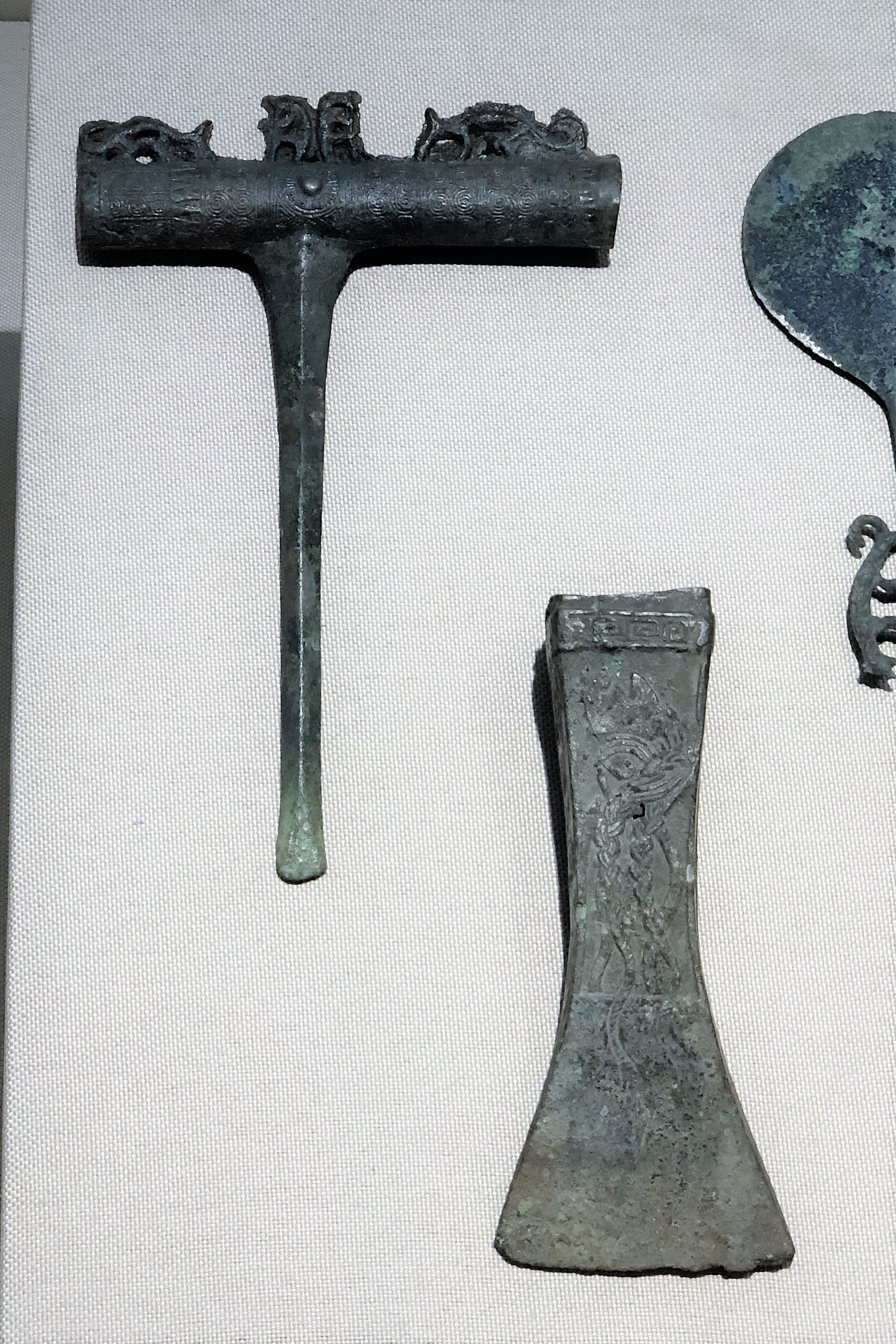
四兽铜啄